# Koszary Piłsudskiego w Poznaniu
Koszary Piłsudskiego w Poznaniu – kompleks koszarowy znajdujący się na terenie garnizonu Poznań. 
Przed I wojną światową stacjonowały w nich pododdziały niemieckiego 1 pułku strzelców konnych; w okresie II Rzeczypospolitej 15 pułk ułanów, a po II wojnie światowej jednostki ludowego Wojska Polskiego.

## Charakterystyka
Poznań był (jest) dużym garnizonem wojskowym. Znajduje się w nim kilkanaście obiektów koszarowych. Jeden z nich to Koszary Piłsudskiego przy dzisiejszej ulicy Grunwaldzkiej wzniesione przez Niemców w latach 1885–1888. Do 1914 kwaterował w nich 1 Królewski pułk strzelców konnych.
Po odzyskaniu przez Polskę niepodległości, wielkopolscy kawalerzyści, którzy służyli w armii niemieckiej, zebrali się 29 grudnia 1918 w kawiarni „Zielona” w Poznaniu i postanowili zająć koszary kawaleryjskie przy ówczesnej ulicy Augusty Wiktorii. Początkowe negocjacje z niemieckim dowódcą koszar i szwadronu zapasowego nie dały spodziewanego rezultatu, ale poskutkowała groźba siły i 30 grudnia przejęto obiekty koszarowe wraz z prawie 200 końmi, magazyny mundurowe i magazyny broni. W następnych dniach doprowadzono jeszcze 280 koni z Biedruska. Nowym polskim komendantem koszar został podporucznik Jerzy Kubicki. W koszarach rozpoczęto tworzenie powstańczej formacji konnej pod nazwą Konni Strzelcy Straży Poznańskiej. Pod koniec stycznia jednostka otrzymała oficjalną nazwę 1 pułk ułanów Wielkopolskich. 

Po wojnie polsko-bolszewickiej oddział, już jako 15 pułk Ułanów Poznańskich, wrócił do swoich macierzystych koszar. Początkowo dzielił kwatery z 7 pułkiem strzelców konnych i 7 dywizjonem taborowym.

Uroczystość nadania koszarom 15 pułku ułanów nazwy Koszar Piłsudskiego odbyła się w imieniny Marszałka, 19 marca 1929, a zatwierdzenie tej nazwy ogłoszono w Dzienniku Rozkazów MSWojsk. nr 25 z 5 sierpnia 1930.

W 1930, na posesji przy ul. Grunwaldzkiej 29 wybudowano dziewięciopokojową willę dowódcy pułku. Była to jedyna większa inwestycja w rejonie Koszar Piłsudskiego prowadzona w okresie międzywojennym. Wiosną 1939 na terenie koszar odsłonięto dwie brązowe tablice z nazwiskami poległych oraz odznaczonych Orderem Virtuti Militari żołnierzy pułku.
W 1945 koszary zostały w znacznym stopniu zniszczone. Po II wojnie światowej terenem tym zarządzało Wojsko Polskie. Na planie sporządzonym w 1948 wyszczególniono następujące obiekty: koszarowce szwadronowe, budynek mieszczący kasyno podoficerskie, kuchnię, spółdzielnię i świetlicę, budynek kwatermistrzostwa, dziewięć stajni, magazyn mobilizacyjny, dwie ujeżdżalnie, magazyn pułkowy, ambulans weterynaryjny, kuźnię, wozownię i dwa domy kadry zawodowej.

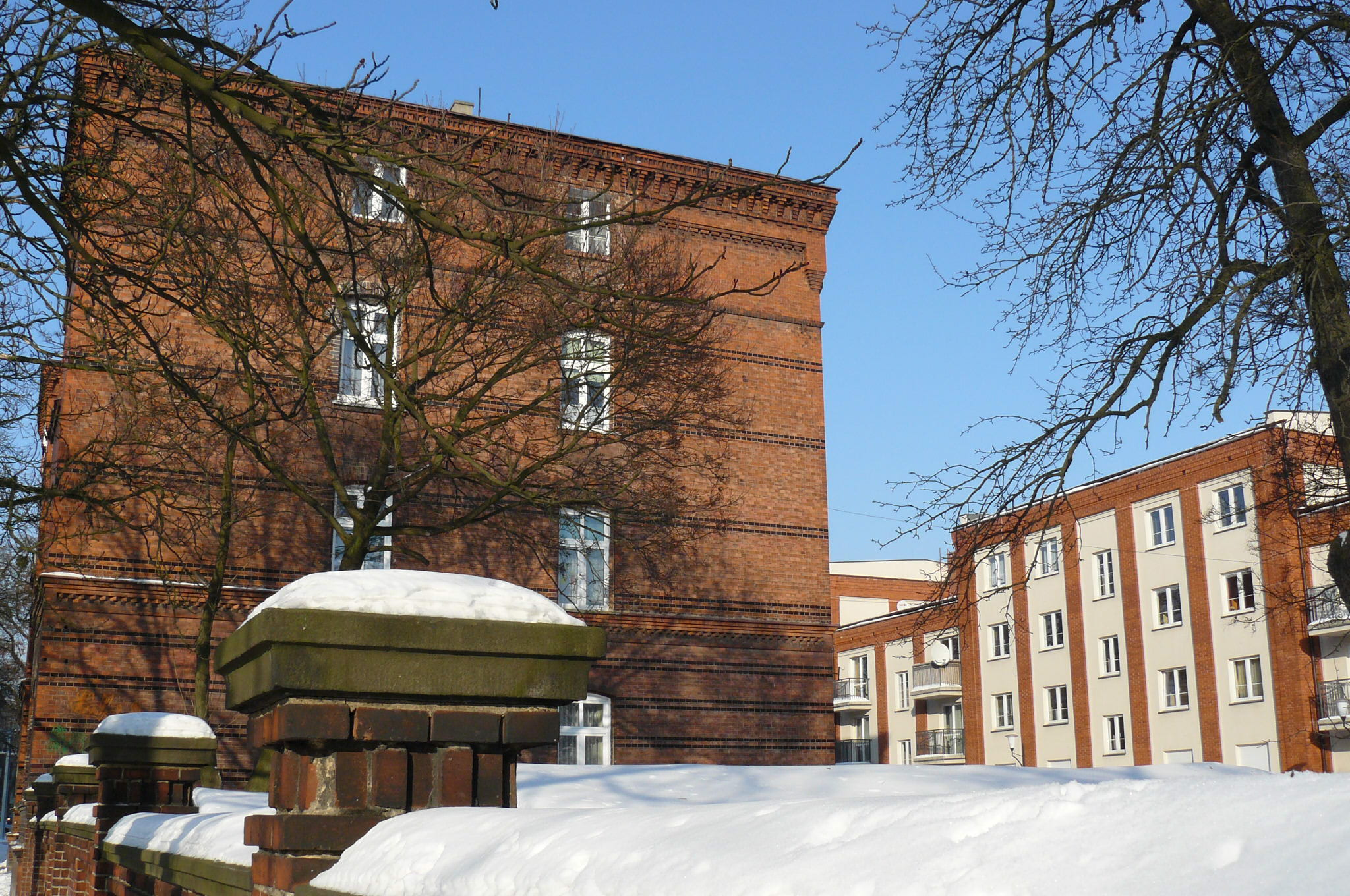
Osiedle Ułańskie w Poznaniu – ul. Wojskowa/Ułańska

Do dziś (2019) zachowała się tylko część zabudowy koszar 15 pułku ułanów, poprzeplatana późniejszą zabudową. W czasie walk o Poznań zniszczona została całkowicie północna pierzeja ul. Grunwaldzkiej wraz z willą dowódcy pułku. Podczas poszerzania ul. Grunwaldzkiej wyburzono wszystkie budynki stojące w pierzei południowej – w tym pięć szwadronowych bloków koszarowych. 

Zachował się koszarowiec przy ul. Grunwaldzkiej 26/28 i koszarowiec przy Wojskowej 10. Istnieje też kasyno oficerskie przy ul. Grunwaldzkiej 34, kwatermistrzostwo przy ul. Grunwaldzkiej 28A, dwa budynki gospodarcze przy ul. Grunwaldzkiej 24/26A i 34A oraz trzy domy kadry zawodowej przy Wojskowej 8, Matejki 63 i 63/A. W tych ostatnich mieści się między innymi przedszkole i żłobek. Kompleks stajni we wschodniej części koszar to obecnie garaże i magazyny, a w części zachodniej to biura i punkty usługowe. Zachodnia część kompleksu została poddana starannej restauracji i włączona w nową zabudowę mieszkaniowo-usługową, nazwaną Osiedlem Ułańskim. 